# Селин, Александр Иванович
Александр Иванович Селин (1816—1877) — доктор славяно-русской филологии, заслуженный профессор и декан историко-филологического факультета киевского Императорского университета св. Владимира, действительный статский советник. 

## Биография
Из семьи тверского купца. Первоначальное образование получил в Тверской губернской гимназии. В его судьбе принимал участие и, повлиял на его развитие знаменитый романист И. И. Лажечников, бывший в то время тверским вице-губернатором. При его содействии Селин, окончив гимназию (1836), поступил казённокоштным студентом на историко-филологическое отделение философского факультета Московского университета. В первые годы студенчества изучил весьма основательно французский и итальянский языки и хорошо греческий и латинский; к концу курса он усвоил и языки немецкий и английский. По выходе из университета Селин через два года женился (на сестре жены А. И. Герцена) и вскоре (в сентябре 1843 г.) отправился вместе с женой за границу. Путешествовал (1843—1845) по западной Европе с учёной целью. По возвращении из заграничного путешествия был назначен в киевский университет св. Владимира на должность адъюнкта по кафедре русской словесности (1845). Студенты всех факультетов были очарованы им: их увлекала звучная, чистая великорусская речь, какой до сих пор они не слышали с кафедры, восторженное, образное изложение, драматические приемы молодого преподавателя, наконец новость предмета. В течение 32 лет непрерывного преподавания в Киевском университете Селин постоянно оставался верен самому себе: та же почти восторженность, та же образность изложения, тот же драматизм приемов его чтения и в последнее время. Защитил магистерскую диссертацию (1847) на тему «Предшественники Карамзина». Получил степень доктора славянской филологии (1852) за сочинение «О драматической поэзии в России, преимущественно о комедии в XVIII ст.». В том же году избран экстраординарным и в 1854 г. — ординарным профессором по кафедре, которую занимал, и в этой должности оставался до самой своей смерти. Кроме университета преподавал русскую словесность в Киевской 2-й гимназии (1851—1852), в Киевском институте благородных девиц (1846—1848 и 1853—1856) и в Киевском кадетском корпусе (1854—1863). После введения нового университетского устава (1863) был избран деканом историко-филологического факультета и оставался в этой должности до самой смерти, избираемый в нее последовательно пять раз. В конце жизни впал в тяжкую болезнь, которая, несмотря на все усилия врачей, на лечение за границею и крепкий организм, свела его в могилу. С. принимал весьма деятельное участие, как председатель, в съездах преподавателей русского языка и словесности Киевского учебного округа (1863—1864). Состоял членом Временной комиссии для разбора древних актов, для которой приготавливал и переводил акты местных архивов. Принимал весьма деятельное участие в публичных лекциях, читаемых для женщин в 1870-х годах, и вошел с ходатайством об устройстве высших женских курсов, в чем и успел, но не дожил до их открытия.
Награды: Орден Святой Анны — 3 степени (1857) и 2 степени (1867), Орден Святого Станислава (Российская империя) — 2 степени с Императорской короной (1860), Орден Святого Владимира — 3 степени (1877); чин действительного статского советника — (1870).